# مؤامرة جنائية
في القانون الجنائي، المؤامرة هي اتفاقية بين شخصين أو أكثر لارتكاب جريمة في وقت ما في المستقبل. يمكن أن يلزم القانون الجنائي في بعض البلدان أو في بعض المؤامرات فعلًا صريحًا واحدًا على الأقل لتحقيق الاتفاقية، وتشكيل الجريمة. لا يوجد حد لعدد المشاركين في المؤامرة، وفي معظم البلدان، لا يوجد شروط لاتخاذ أي خطوات لوضع الخطة موضع التنفيذ (قارن المحاولات التي تتطلب لتحقيق المخالفة الكاملة). لأغراض التوافق، فإن الفعل الجرمي عملٌ مستمر يسمح لأطراف أخرى الانضمام إلى المؤامرة في وقت لاحق وتحمل المسؤولية المشتركة والتآمر، يمكن تبرئة المتآمرين المشتركين في الجريمة أو عدم المقدرة على تتبعهم. وأخيرًا، لا تنجي التوبة من جانب واحد أو أكثر صاحبها من المسؤولية القانونية (إلا إذا حدثت في بعض الحالات قبل أن يرتكب الطرفان أفعالًا علنية) بل يمكنها أن تخفف من العقوبة.
المتآمر المشارك غير المدان، أو المتآمر غير المدان، شخص أو كيان يُزعم أنه مُتهم في تورطه في مؤامرة، ولكن لم يُتهم في نفس التهمة. يختار المدعون تسمية الأشخاص على أنهم متآمرون غير مدانين لمجموعة متنوعة من الأسباب، بما في ذلك منح الحصانة، والاعتبارات العملية، والمخاوف المتعلقة بالأدلة.

## إنجلترا وويلز

### جريمة القانون العام
في القانون العام، كانت جريمة التآمر قادرة على النمو اللامتناهي، واستيعاب أي وضع جديد وتجريمه إذا كان مستوى التهديد للمجتمع كبيرًا بما فيه الكفاية. لذلك كانت المحاكم تتصرف في دور السلطة التشريعية لتلفيق جرائم جديدة، وبعد تقرير لجنة القانون رقم 76 بشأن المؤامرة وإصلاح القانون الجنائي، أنتج مرسوم القانون الجنائي لعام 1977 الجريمة القانونية وألغى كل أنواع المؤامرة التابعة للقانون العام، باستثناء اثنين: التآمر للاحتيال، والتآمر لإفساد الآداب العامة ولانتهاك اللياقة العامة.

### التآمر للاحتيال
يصون القسم 5(2) من مرسوم القانون الجنائي لعام 1977 التآمر للاحتيال على أنه جريمة قانون عام.

عُرّف التآمر للاحتيال في سكوت ڤي مفوضية شرطة متروبوليس من قبل فيكونت ديلهورن:
عادة ما يعني «الاحتيال» ... حرمان أي شخص بطريقة غير شريفة من شيء له أو من شيء ملكه أو سيكون أو ربما يكون له لكي يُعتبر ذلك احتيالًا.
....اتفاق بين شخصين أو [أشخاص] لحرمان شخص من شيء له أو من شيء ملكه أو سيكون أو ربما يكون له عبر تضليله [أو] اتفاق بين شخصين أو أكثر عبر تضليل الأذية لحق الملكية كافٍ لتشكل الجريمة....

### التآمر لإفساد الآداب العامة أو لانتهاك اللياقة العامة
يصون القسم 5(3) من مرسوم القانون الجنائي لعام 1977 على جريمة التآمر لإفساد الآداب العامة أو التآمر لانتهاك اللياقة العامة في القانون العام.
التآمر لإفساد الآداب العامة جريمة بموجب القانون العام لإنجلترا وويلز.
التآمر لانتهاك اللياقة العامة جريمة بموجب القانون العام لإنجلترا وويلز.
يؤثر القسم 5(1) من مرسوم القانون الجنائي لعام 1977 على جريمة التآمر في القانون العام إذا أمكن، وبقدر ما، أن ترتكب من خلال الدخول في اتفاق للانخراط في سلوك يميل إلى إفساد الآداب العامة، أو ينتهك اللباقة العامة، لكنّه لا ينطوي على ارتكاب جريمة منفّذة من قبل شخص واحد دون السعي إلى اتفاق.
تؤكد إحدى السلطات أن التآمر «لإفساد الآداب العامة» ليس له إطار قضائي نهائي، وأنه من غير المعروف ما إذا كانت جريمة جوهرية أم لا، وأنه من غير المحتمل أن يُحاكم المتآمرين على هذه الجريمة.
تغطي هاتان الجريمتان مواقف، على سبيل المثال، يشجع فيها الناشر على سلوك غير أخلاقي من خلال محتوى صريح في مجلة أو دورية، كما في قضية عام 1970 لكولر (نشر، طباعة وترويج) المحدودة ضد مدير النيابات العامة، والتي تقررت في النهاية في عام 1973 من قبل مجلس اللوردات.
في قضية آر ڤي رولي لعام 1991، ترك المُدعى عليه ملاحظات في الأماكن العامة على مدى ثلاثة أسابيع يعرض فيها نقودًا وهدايا على الأولاد بقصد إغرائهم لأغراض غير أخلاقية، ولكن لم يكن هناك شيء بذيء أو فاحش أو مقرف في الملاحظات، ولم تطبعها مجلة إخبارية بناء على طلب من رولي، والتي كانت ستستدعي عنصر التآمر. حكم القاضي بأن هيئة المحلفين لها الحق في النظر في الهدف من الملاحظات في تقرير ما إذا كانت بذيئة أو مقرفة. عند المناشدة ضد الإدانة، قيل إن الفعل الذي يسيء إلى الآداب العامة يتطلب فعلًا متعمدًا في حد ذاته بذيء أو فاحش أو مقرف، لذلك كان دافع رولي في ترك الملاحظات غير ذي صلة، نظرًا لعدم وجود شيء في الملاحظات نفسها قادر على لانتهاك الآداب العامة، وأٌلغيت الإدانة.